# Trypauchenichthys sumatrensis
Trypauchenichthys sumatrensis är en fiskart som beskrevs av Hardenberg, 1931. Trypauchenichthys sumatrensis ingår i släktet Trypauchenichthys och familjen smörbultsfiskar. Inga underarter finns listade i Catalogue of Life.